# André II av Kongo
André II av Kongo, död 1842, var kung av Kongo mellan 1830 och 1842.